# Milleluci (Raffaella Carrà)
Milleluci  è il quinto album della cantante italiana Raffaella Carrà, pubblicato nel 1974 dall'etichetta discografica Compagnia Generale del Disco (CGD) e distribuito dalle Messaggerie Musicali di Milano.

## Descrizione
Il disco viene pubblicato sull'onda del grande successo della trasmissione omonima, condotta da Raffaella in coppia con Mina.
Gli arrangiamenti discografici sono di Paolo Ormi, tranne Din don dan di Gianni Ferrio.
I supporti Stereo8 e MC hanno l'ordine delle tracce identico tra loro, ma diverso da quello presente sull'LP; inoltre nella seconda parte del programma riprendono un frammento della canzone Din don dan per pareggiare la lunghezza del nastro, per cui i brani complessivi sono 12 invece di 11.
Dal 25 Maggio 2023 è disponibile su tutte le piattaforme digitali tra cui Spotify. 
Il 12 Luglio 2024 sarà disponibile per la prima volta in CD, mentre il 2 Agosto sarà disponibile in vinile colorato giallo.
Il 15 Novembre 2024 viene ristampato in vinile rosso.

## I brani
I due inediti sono
- Din don dan
Sigla iniziale del programma e lato A dell'unico singolo estratto, che ha come lato B Bumba mama a sua volta un inedito dell'album precedente Scatola a sorpresa.
Il video con la sigla è disponibile sul DVD nel cofanetto Raffica Carrà del 2007.

- Ma che sera
Riedizione del pezzo omonimo con finta esecuzione dal vivo già apparso nell'album Raffaella... Senzarespiro del 1972.
Darà il titolo, 4 anni più tardi ad un noto e discusso varietà della soubrette.
Sarà anche scelto come lato b di diversi 45 giri pubblicati per il mercato ispanico e internazionale.[5]

Le altre canzoni sono cover, interpretate nel corso della trasmissione con l'orchestra di Gianni Ferrio, prese dalla grande tradizione della musica popolare e folk italiana. Il programma infatti prevedeva per ciascuna delle 8 puntate un diverso genere di spettacolo, nell'ordine: radio, café chantant, rivista, televisione, avanspettacolo, cabaret, musical, infine operetta, circo e commedia musicale.
- Tarantelluccia (1957) e la Rumba degli scugnizzi (1932) sono brani del repertorio delle Canzoni della tradizione classica napoletana (1830-1970).

- Crapa pelada[6]
Canzone con il testo di Tata Giacobetti e la musica di Gorni Kramer, portata al successo nel 1936 da Alberto Rabagliati. In seguito (1945) incisa su singolo anche dal Quartetto Cetra.

- Camminando sotto la pioggia
Brano dello spettacolo musicale di Erminio Macario Tutte donne (1940-41), cantata in terzetto dagli autori: Macario (musica) e Carlo Rizzo (testo) con Wanda Osiris, accompagnati dall'orchestra di Pasquale Frustaci (co-autore della musica).[7]
Nel 1942 ripreso e portato al successo dal Trio Lescano.[8]

- Copacabana brano spesso intitolato A Copacabana oppure A Capo Cabana.
Con quest'ultima grafia troviamo la prima incisione del 1945 di Alfredo Clerici con l' "Orchestra della Canzone" diretta da Cinico Angelini.[9]

- Tirami la gamba
Ancora una canzone dal teatro di rivista di Macario. Memorabile la versione cantata da Mina, Macario e Raffaella nella puntata di Milleluci trasmessa il 30 marzo 1974.
 Tirami la gamba (Milleluci 30 marzo 1974), su facebook.com. URL consultato il 3 agosto 2021. (inizio a 8:35)

- Tulipan
Foxtrot inciso nel 1939 dal Trio Lescano con l' "Orchestra Cetra" diretta da Pippo Barzizza, si tratta di una cover dell'omonimo brano con testo in inglese di Jack Lawrence.[10][11]

- La famiglia canterina
Brano cantato da più interpreti fin dal 1941, dal Trio vocale delle Sorelle Passatore a Ernesto Bonino col Trio Lescano.[8][12]

- She's Looking Good
Singolo di successo in america nel 1967 per il suo stesso autore Rodger Collins.[13]
Brano già inserito da Raffaella in versione finto live nell'album Raffaella... Senzarespiro del 1972.
Questa versione studio, sempre cantata in inglese da Raffaella, si trova anche nella raccolta ufficiale in due CD Tutto Carrà del 1999.

## Tracce
Edizioni musicali Sugar Music.
Lato A
1. Din don dan – 3:04 (testo: Roberto Lerici – musica: Gianni Ferrio) – Inedito su album
2. Tarantelluccia – 2:27 (testo: Ernesto Murolo – musica: Rodolfo Falvo)
3. Crapa pelada – 1:54 (testo: Tata Giacobetti – musica: Gorni Kramer)
4. Rumba degli scugnizzi – 3:24 (Raffaele Viviani)
5. Ma che sera – 3:31 (Gianni Boncompagni) – Inedito in studio

Lato B
1. Camminando sotto la pioggia – 2:31 (testo: Carlo Rizzo – musica: Pasquale Frustaci, Erminio Macario)
2. Copacabana – 2:55 (testo: Alfredo Bracchi – musica: Giovanni D'Anzi)
3. Tirami la gamba – 2:23 (testo: Carlo Rizzo – musica: Pasquale Frustaci, Erminio Macario)
4. Tulipan – 1:48 (testo: Riccardo Morbelli – musica: María Grever)
5. La famiglia canterina – 1:55 (testo: Bixio Cherubini – musica: Cesare Andrea Bixio)
6. She's Lookin' Good – 3:44 (Rodger Collins)